# 自貢恐龍博物館
四川自貢恐龍博物館，是中国四川省自贡市的遗址类博物馆，也是中國第一所現代化的專業性恐龍博物館，包括了3个纲、11个目、15个科的属种。位於四川省自貢市東北郊的大山鋪鎮238号。于1984年4月开始建设，建於大山鋪恐龍化石群遺址之上，1987年1月15建成并对外开放，现占地面积为7万平方千米。1991年大山鋪恐龍化石群遺址成为四川省文物保护单位。在2002年成为国家地质公园。與美國國立恐龍公園、加拿大省立恐龍公園齊名的世界三大恐龍博物館之一。

## 展品介紹
全館以三個環節去展現關於在四川大山鋪的恐龍化石群遺址所發現的考古石群。
- 第一環節：在館內的珍品廳，著重介紹與恐龍相關的基本知識，包括恐龍出現的年代、生物進化論、地質演變論、恐龍物種演進和分類等。
- 第二環節：主力介紹大山鋪的各類恐龍化石。展館裡除了裝架擺設化石標本外，還會把整理好發掘完整的化石骨架製成龐大的立體恐龍展品。包括：
  - 天府峨嵋龍由化石骨架組成，頭離地面約10公尺，全身長約20公尺，軀體粗大，尾巴很長，四腳著地，昂首挺立。
  - 建設氣龍骨架，全身長4至5公尺，但據說這種恐龍兇猛得可以吃掉天府峨嵋龍。
  - 李氏蜀龍，一種有進步性與原始性相兼地蜥腳類恐龍。多齒鹽都龍，一種身軀細小，以兩腳行走的鳥腳類恐龍。太白華陽龍是一種原始劍龍，和能飛能游的肉食性蛇頸龍等。
- 第三環節：展示現存的恐龍埋葬遺址，是為當今恐龍考古學的發掘現場。在中央大廳的地下室，保留了一塊面積約350平方米的化石埋藏現場，重疊堆積著17個恐龍個體的骨骼材料。主要為侏儸紀早、中、晚期的恐龍化石群。

## 自贡恐龙展出国家和地区
- 中国
  -     -  香港特别行政区
- 日本广岛
- 日本三笠市
- 泰國曼谷
- 丹麦奥胡斯
- 美国费城
- 南非
- 悉尼
- 纽卡斯尔
- 布里斯本
- 新西兰惠灵顿
- 新西兰达尼丁
- 大韓民國固城郡
- 美国迈阿密
- 中華民國台北市
- 中華民國高雄市

## 圖片集

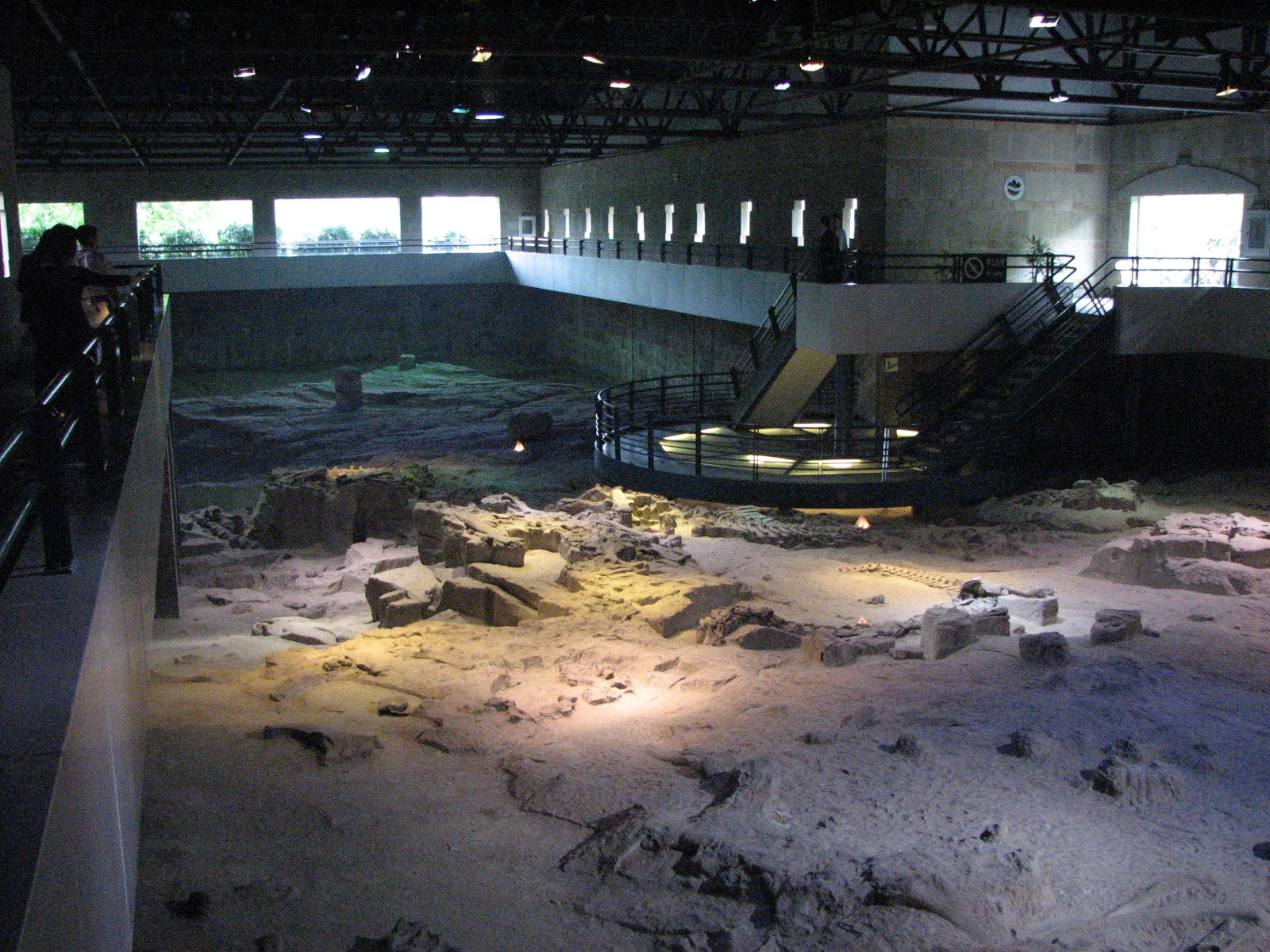
大山鋪恐龍遺址
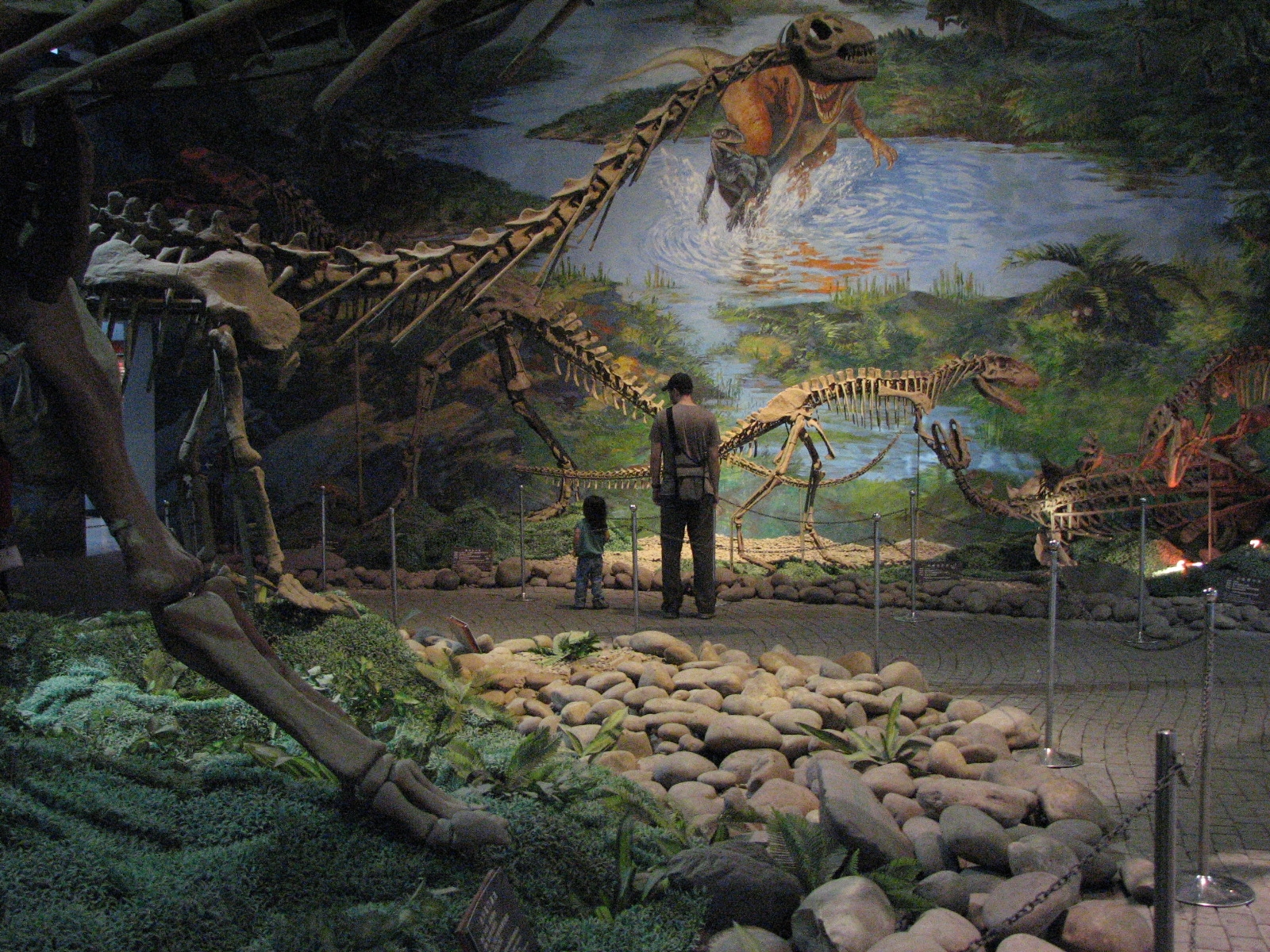
博物館內部
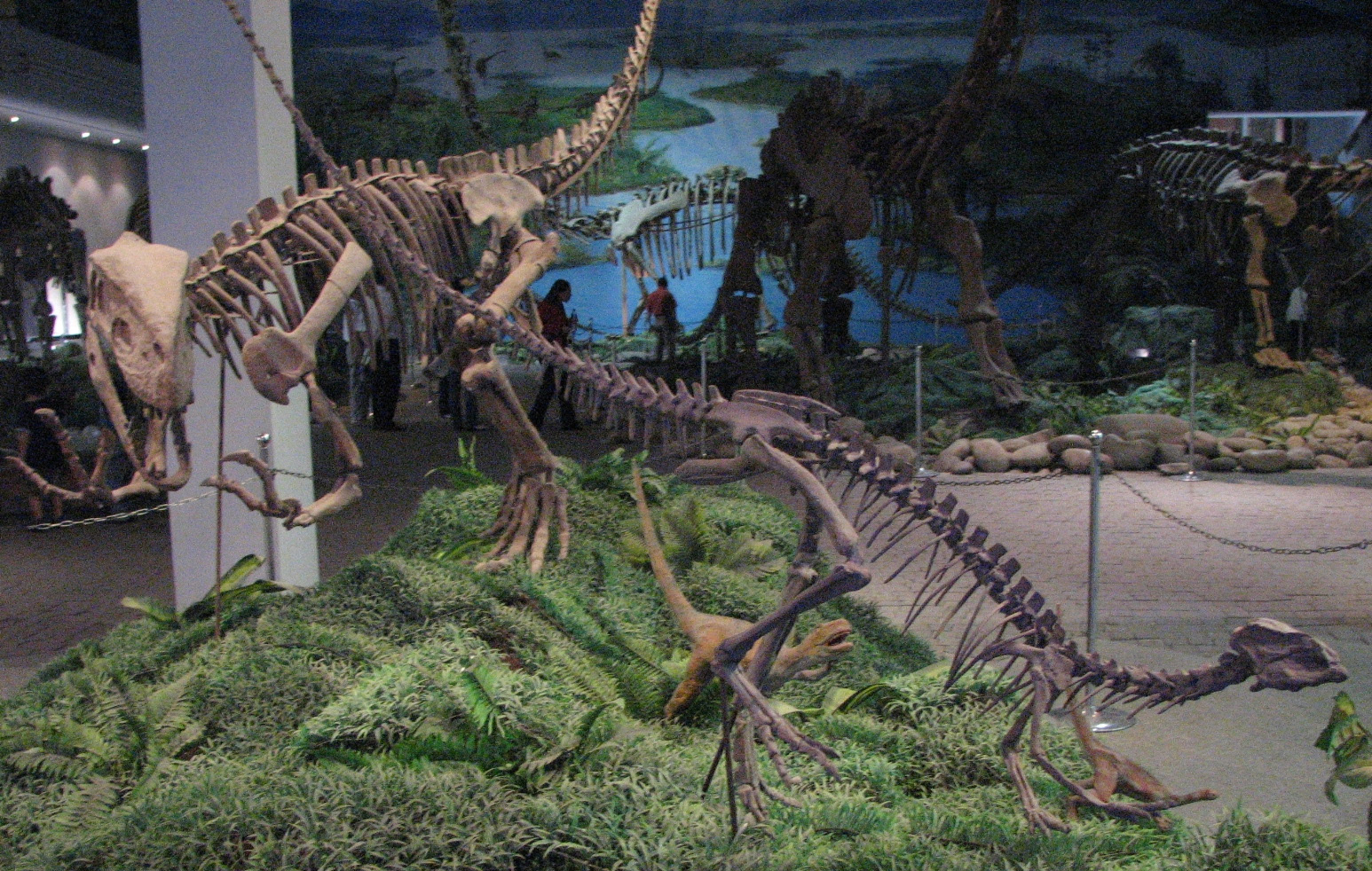
氣龍正在追殺一隻靈龍
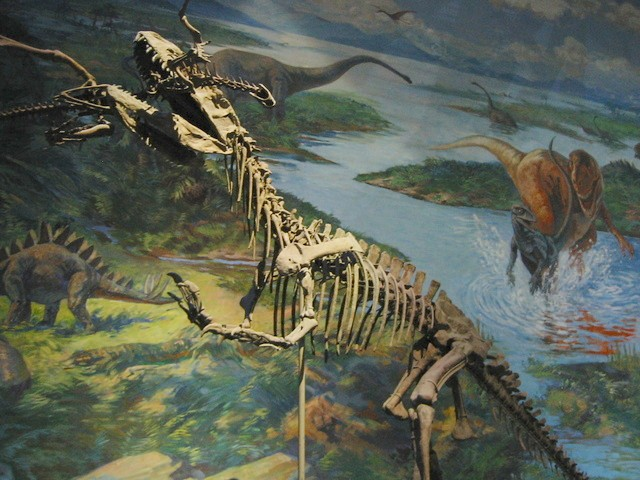
和平永川龍的骨架
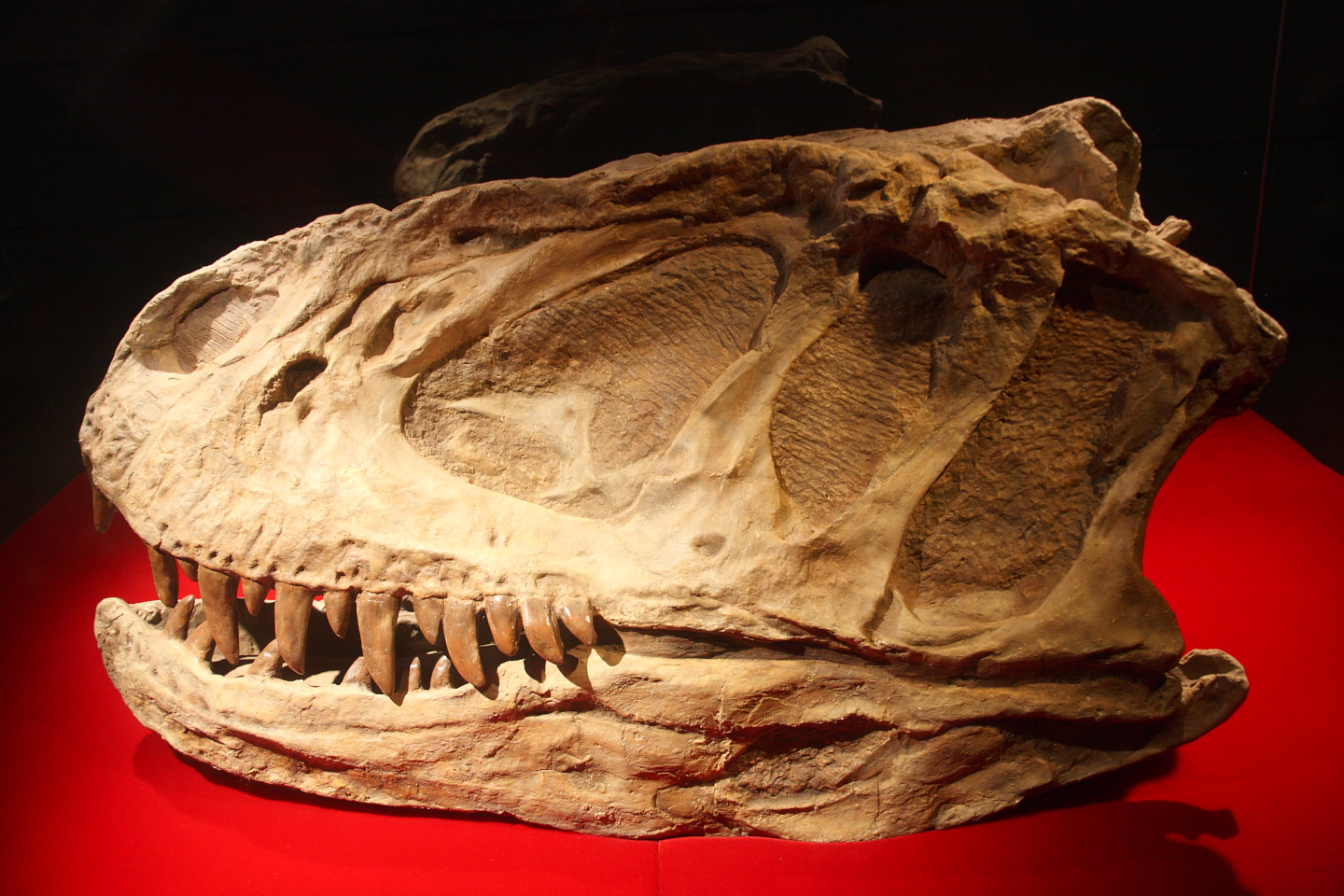
永川龍的頭骨
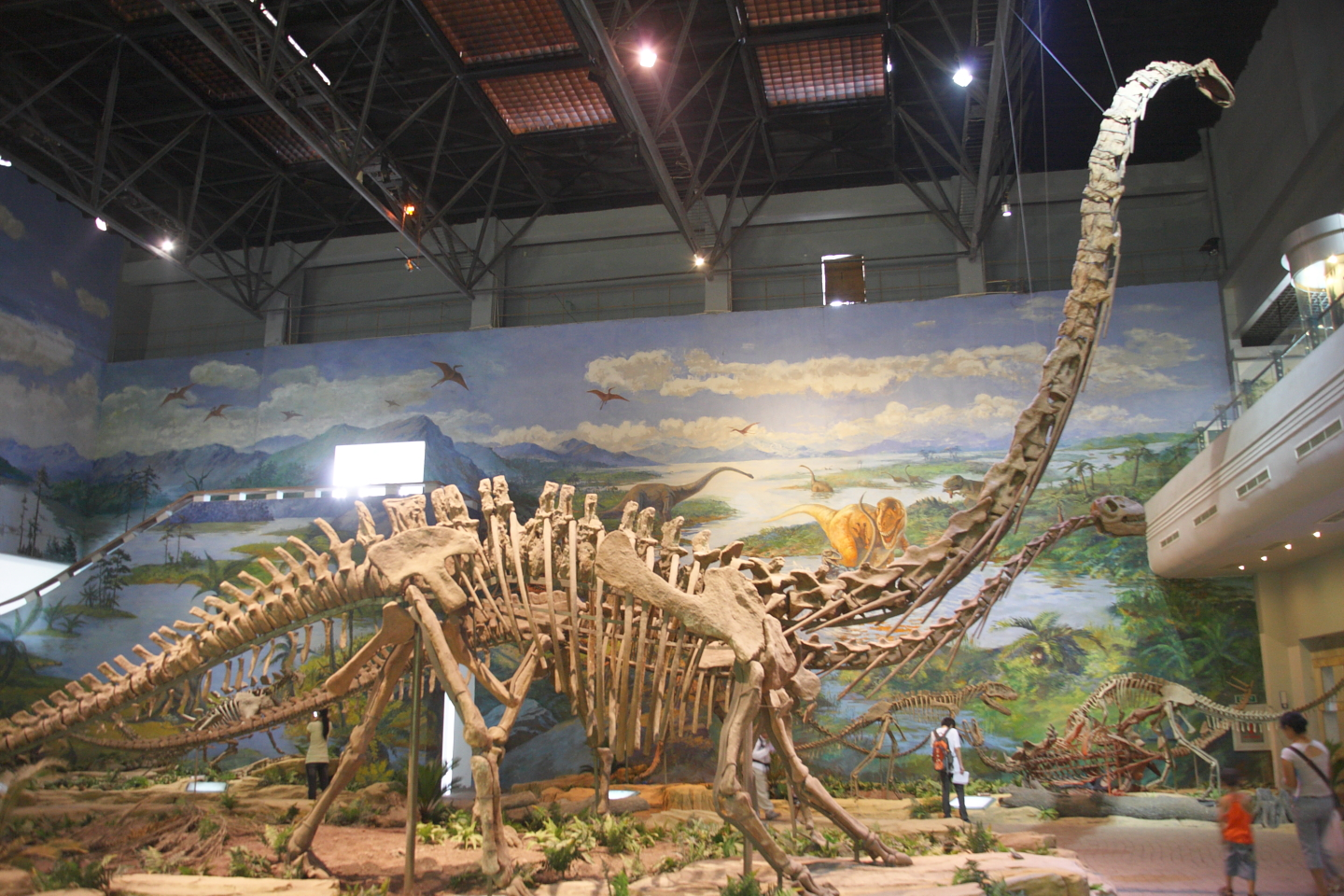
楊氏馬門溪龍的骨架